# Stefano Peschiera
Pour les articles homonymes, voir Peschiera.
Stefano Peschiera est un skipper péruvien né le 16 janvier 1995 à Lima. Il a remporté la médaille de bronze du Laser aux Jeux olympiques d'été de 2024, organisés à Paris. Il habite au Pérou 